# Czachów (województwo świętokrzyskie)
Czachów – wieś w Polsce położona w województwie świętokrzyskim, w powiecie opatowskim, w gminie Ożarów.
Miejscowość leży na trasie  zielonego szlaku rowerowego im. Witolda Gombrowicza.
W latach 1975–1998 miejscowość administracyjnie należała do województwa tarnobrzeskiego.
Wieś znana w wieku XIX  w gminie Lasocin, parafii Ożarów. W roku 1883 było we wsi 17 domów 103 mieszkańców oraz 282 morgi ziemi włościańskiej.